# Chadr at-Tuni
Chadr at-Tuni (arab. ‏خضر السيد التوني‎; ur. 15 marca 1915 w Kairze, zm. 25 września 1956 w Heluan) – egipski sztangista, złoty medalista olimpijski i czterokrotny medalista mistrzostw świata.

## Kariera
Pierwszy sukces w karierze osiągnął w 1936 roku, kiedy podczas igrzysk olimpijskich w Berlinie zdobył złoty medal w wadze średniej. W zawodach tych wyprzedził dwóch reprezentantów III Rzeszy: Rudolfa Ismayra i Adolfa Wagnera, ustanawiając jednocześnie nowy rekord olimpijski wynikiem 387,5 kg. Kolejny medal zdobył w 1946 roku, zwyciężając w tej samej kategorii podczas mistrzostw świata w Paryżu. Wynik ten powtórzył na mistrzostwach świata w Scheveningen w 1949 roku i rozgrywanych rok później mistrzostwach świata w Paryżu. Zdobył także brązowy medal na mistrzostwach świata w Mediolanie w 1951 roku, gdzie wyprzedzili go jedynie dwaj reprezentanci USA: Pete George i Dave Sheppard. Brał również udział w igrzyskach olimpijskich w Londynie, gdzie zajął czwarte miejsce. Walkę o podium przegrał tam wagą ciała z Kim Seong-jipem z Korei Południowej.
Był wielokrotnym rekordzistą świata w różnych bojach, z czego 11 rekordów uznano za oficjalne.
Zginął przy próbie naprawienia wadliwej instalacji elektrycznej we własnym domu.